# Mitsubishi MH2000
Die Mitsubishi MH2000 war ein geplanter schwerer, keulenförmiger Hubschrauber der Firma Mitsubishi mit verkleidetem Heckrotor und Kufengestell für bis zu 12 Personen.

## Geschichte
Der Prototyp mit der Bezeichnung RP1 hatte noch einen freien Heckrotor. Es war auch eine Version mit leichtem Fahrwerk geplant, die aber nicht realisiert worden ist. Aufgrund von zahlreichen technischen Problemen im Laufe der Entwicklung wurde das Projekt schließlich eingestellt.

## Ausstattung
Der Rumpf ist vollverglast. Die Triebwerke und das Getriebe sind zur besseren Geräuschminderung im hinteren Teil der Maschine angebracht. Die vier Rechteckblätter des Hauptrotors sind aus Kunststoff. Der Fenestron ist in der dicken Vertikalflosse untergebracht, davor sind zwei kleinere Horizontalflächen zur besseren Stabilisierung angebracht.

## Technische Daten

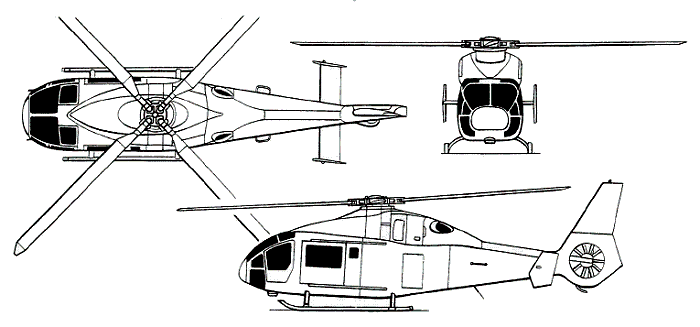
Dreiseitenriss

| Kenngröße             | Daten                                           |
| --------------------- | ----------------------------------------------- |
| Besatzung             | 2                                               |
| Passagiere            | 10                                              |
| Rumpflänge            | 12,30 m                                         |
| Höhe                  | 3,10 m                                          |
| Rotordurchmesser      | 12,20 m                                         |
| Leermasse             | 2500 kg                                         |
| max. Startmasse       | 4500 kg                                         |
| Antrieb               | 2 Gasturbinen Mi MG5-100 mit je 596 kW (800 PS) |
| Höchstgeschwindigkeit | 280 km/h                                        |
| Reisegeschwindigkeit  | 250 km/h                                        |
| Dienstgipfelhöhe      | 4570 m                                          |
| Schwebeflughöhe       | mit Bodeneffekt 2350 m                          |
| max. Reichweite       | 780 km                                          |